# Borough president
Borough president (Nederlandse vertaling: stadsdeelvoorzitter) is een politiek ambt in de Amerikaanse stad New York dat zich focust op de vijf boroughs van de stad; Manhattan, Queens, Brooklyn, The Bronx en Staten Island. 
Een borough president fungeert over het algemeen als raadsman voor het stadsdeel waar hij werd verkozen, maar is ook de raadgever van de burgemeester van New York, de gemeenteraad, de regering van de staat New York, overheidsbedrijven en particuliere bedrijven. 

## Geschiedenis
De vijf stadsdelen ("boroughs") vormen sinds 1 januari 1898 de stad New York. Alle stads- en provincieregeringen in de stad werden ontbonden en hun bevoegdheden werden aan de stad en de stadsdelen gegeven. Manhattan en The Bronx bestonden uit New York County, Brooklyn was hetzelfde als Kings County, de stad Queens was het westelijke deel van het gelijknamige Queens County, en het stadsdeel Richmond (tegenwoordig Staten Island) was gelijk aan Richmond County. De stadsdelen kregen de meeste bevoegdheden, maar ze werden niet vervangen. De vijf kantoren van de borough presidenten werden opgericht om eerdere verantwoordelijkheden van de burgemeesters van Brooklyn en Long Island City te beheren, zoals de uitvoerende macht van Queens en Richmond en diverse regionale of provinciale functies.
Het eerste charter bekrachtigde de vijf kantoren voor de borough presidenten en koppelde er een ambtstermijn van vier jaar aan, daardoor samenvallend met de ambtstermijn van de New Yorkse burgemeester. De salarissen van de voorzitters van Manhattan, The Bronx en Brooklyn waren oorspronkelijk $ 5.000, en die van Queens en Richmond bedroegen $ 3.000. De salarissen van de vijf voorzitters zouden stijgen tot $ 179.200. Een borough president kon door de burgemeester met toestemming van de gouverneur van New York worden afgezet, en een vervanger werd gekozen door de wethouders en gemeenteraadsleden van het stadsdeel. 
Borough presidenten kregen geleidelijk meer autoriteit, hielpen bij het formuleren van meer aspecten van het stadsbudget en het controleren van bodemgebruik, ondertekenden contracten, sloten decreten en hadden ook bevoegdheid aangaande franchises. Ambtenaren van politieke partijen beloonden soms getrouwe ambtenaren met een nominatie voor de positie van borough president bij de Amerikaanse presidentsverkiezingen of door middel van verkiezing van een tijdelijke borough president in ruil voor politieke patronage. Hoewel sommige borough presidenten decennialang hebben gediend, werd de functie soms gebruikt als springplank naar andere verkiesbare functies, zoals rechter of in het beste geval het postje van burgemeester. Een borough president heeft nu relatief geringe discretionaire bevoegdheid.

## Bevoegdheden
De vijf stadsdelen hebben elk een "stadsdeelbestuur" ("borough board"), samengesteld uit de borough president, raadsleden en de voorzitter van elk gemeenschapsbestuur in de stad. Een "borough board" kan openbare of particuliere hoorzittingen organiseren, verordeningen vaststellen, plannen opstellen en aanbevelingen doen voor bodemgebruik, bemiddelen in geval van geschillen of conflicten tussen twee of meer gemeenschapswijken, controle uitoefenen op kosten en vermogen, begrotingsprioriteiten en -behoeften aanpakken, de voortgang van de kapitaalontwikkelingen evalueren, en de kwaliteit en kwantiteit beoordelen van door agentschappen geleverde diensten.
Behalve de "borough board" is er ook de "community board", wat men zou kunnen vertalen als "gemeenschapsbestuur" of "wijkraad". Een "community board" wordt samengesteld uit maximaal 50 vrijwillige leden die benoemd worden door de borough president, waarvan de helft van de nominaties door gemeenteraadsleden die het gemeenschapsdistrict vertegenwoordigen (d.w.z. waarvan de districten van het stadsdeel een deel van het gemeenschapsdistrict beslaan). Gemeenschapsbesturen adviseren over bodemgebruik en ruimtelijke ordening, nemen deel aan het proces van stadsbudget en richten zich op de levering van diensten in hun stadsdeel. Een "community board" heeft een adviserende taak, maar geen bevoegdheid om wetten op te stellen of te handhaven.
Bevoegdheden van borough presidenten waren het lidmaatschap en het stemmen in de lokale besturen van hun stadsdeel, hoewel zonder vetorecht. Ze hadden een kantoor in het gemeentehuis - in dit geval een "stadsdeelhuis" of "borough hall" - en bevoegdheid voor het aanstellen van griffiers, die al snel een bron van patronage werden. Borough presidenten hadden elk een stem in de New York City Board of Estimate, die besliste over zaken variërend van financiën tot bodemgebruik.
Momenteel vervult een borough president een ceremoniële rol, maar vroeger had hij dus een zeer ernstige functie. Het verlenen van monetaire en sociale bijstand niet meegerekend, had een borough president inspraak in gemeenschapskwesties door eenvoudigweg steun te betuigen of deel te nemen aan een lokaal evenement. Borough presidenten nemen over het algemeen specifieke projecten om te promoten terwijl ze in functie zijn, maar sinds 1990 zijn borough presidenten vooral ceremoniële leiders.
Borough presidenten adviseren de burgemeester nog steeds over kwesties met betrekking tot hun districten, lichten bodemgebruik in hun stadsdeel toe, nemen deel aan strategische planning inzake hun stadsdelen, pleiten voor de behoeften van hun stadsdeel voor de jaarlijkse gemeentelijke begroting, houden toezicht op en bepalen de nodige stadsdiensten binnen hun stadsdeel, benoemen een lokale overheid, besturen de gemeenschapsraad en zetelen ex officio in verschillende commissies.

## Huidige stadsdeelvoorzitters
| Borough       | President        | Afbeelding | Partij       | Termijn               |
| ------------- | ---------------- | ---------- | ------------ | --------------------- |
| The Bronx     | Vanessa Gibson   |            | Democratisch | sinds 1 januari 2022  |
| Brooklyn      | Antonio Reynoso  |            | Democratisch | sinds 1 januari 2022  |
| Manhattan     | Mark Levine      |            | Democratisch | sinds 1 januari 2022  |
| Queens        | Donovan Richards |            | Democratisch | sinds 2 december 2020 |
| Staten Island | Vito Fossella    |            | Republikeins | sinds 1 januari 2022  |

Vanessa Gibson (The Bronx) · Antonio Reynoso (Brooklyn) · Mark Levine (Manhattan) · Donovan Richards (Queens) · Vito Fossella (Staten Island)